# 이누나키 터널
이누나키 터널(일본어: 犬鳴トンネル, 영어: Inunaki Tunnel)은 1949년 개통된 일본의 왕복 2차선 도로터널로 후쿠오카 지역의 이누나키 고개를 통과하는 터널이다. 약 150m의 구 이누나키 터널과 1,385m의 신 이누나키 터널로 나뉘어 있는데, 현재는 신 이누나키 터널만 사용하고 있다.

## 구 이누나키 터널
길이가 약 150m로 1975년 신 이누나키 터널이 개통되면서 동시에 폐쇄되어 지금에 이르고 있다. 구도로는 펜스로 봉쇄되어 있다. 또한 터널 입구는 콘크리트 블록으로 봉쇄되어 있다. 무단으로 넘어갈 경우 일본국 법률에 의거 처벌받는다.

### 일본의 대표 심령 스팟
일설에 의하면, 구 이누나키 터널은 일본 귀신이 아니라 한국 귀신이 있었다. 그리고 기모노가 아닌 한복을 입고 있었고 귀신 역시 많이 나타나며 터널 안에는 낙서가 쓰여져 있는데 끝부분에는 한국어로 된 낙서가 있다고 한다.

1988년 불량 청소년들이 차를 타고 퇴근 중이던 20대 남성을 집단 린치한 뒤 이누나키 터널에서 가솔린을 붓고 화재를 일으켜 살해한, 속칭 이누나키 터널 린치 사건이 있었다.

### 폐쇄
1988년 이누나키 터널 린치 사건이 일어난 뒤, 그동안 이누나키 터널에 대해 큰 논란이 벌어졌다. 그 사고 이후에도 미해결 살인 사건이 끊이지 않았는 데다가, 애당초 터널로 들어가는 입구로 들어가는 도로가 선형이 매우 불량해서 해당 지역에서 사고도 잦았고, 불량배들의 집합소였기 때문에 문제가 매우 많았기 때문이다.

이후 일본 정부는 왕복 2차선의 직선형 터널인 '신 이누나키 터널'을 계획하게 되었고, 본격적으로 공사에 들어간다. 그리고 1975년 신 터널이 뚫리자마자, 구 터널은 폐쇄되었고, 아예 입구를 막아두었다.

## 신 이누나키 터널
신 이누나키 터널(일본어: 新犬鳴トンネル)은 길이가 1,385m로 1975년 구 이누나키 터널을 대체하는 직선 노선으로 개통된 노선이며 현재 통행중이다. 구 이누나키 터널과 마찬가지로 왕복 2차선의 터널이다.

사진을 찍으면 귀신이 보인다고 하여, 지금도 일본의 3대 공포 터널로 불린다. 지금은 심령 스폿 또는 고스트 스팟을 보러 가는 사람들이 많이 가는 곳 중 하나이다.

## 같이 보기
- 이코마 터널
- 기요타키 터널